# Gonothyraea nodosa
Gonothyraea nodosa är en nässeldjursart som beskrevs av Eberhard Stechow 1914. Gonothyraea nodosa ingår i släktet Gonothyraea och familjen Campanulariidae. Inga underarter finns listade i Catalogue of Life.